# Plagiotremus phenax
Plagiotremus phenax és una espècie de peix de la família dels blènnids i de l'ordre dels perciformes.

## Morfologia
- Els mascles poden assolir 8 cm de longitud total.[4][5]

## Reproducció
És ovípar.

## Hàbitat
És un peix marí de clima tropical i associat als esculls de corall que viu entre 1-3 m de fondària.

## Distribució geogràfica
Es troba a l'oceà Índic.